# 小豆島オリーブ公園
小豆島オリーブ公園 （しょうどしまオリーブこうえん）は、香川県小豆郡小豆島町にあるオリーブをテーマとする公園、テーマパーク。香川県・小豆島町営の施設であり、香川県と小豆島町の指定管理を受けて一般財団法人小豆島オリーブ公園が運営している。

## 施設
- オリーブ記念館[1] - オリーブに関する資料館。地中海料理のレストラン、ショップを併設する。
- ギリシャ風車 - 小豆島と姉妹島提携を結ぶギリシャ・ミロス島から贈られた風車[3]。平成4年建設[3]。
- ハーブガーデン[1]
- ハーブクラフト館ミロス[1] -  ハーブクラフト体験施設
- 昭和天皇御手播きのオリーブ - 昭和25年3月15日行幸時の御手播きのオリーブ
- サン・オリーブ - レストラン、温浴施設、トレーニングルームなど[1]。小豆島温泉も参照。
- テニスコート[1]
- イベント広場[1]
- オリベックスうちのみ[1] - 宿泊施設
- 小豆島オートビレッジYOSHIDA - 宿泊施設
- 道の駅小豆島オリーブ公園

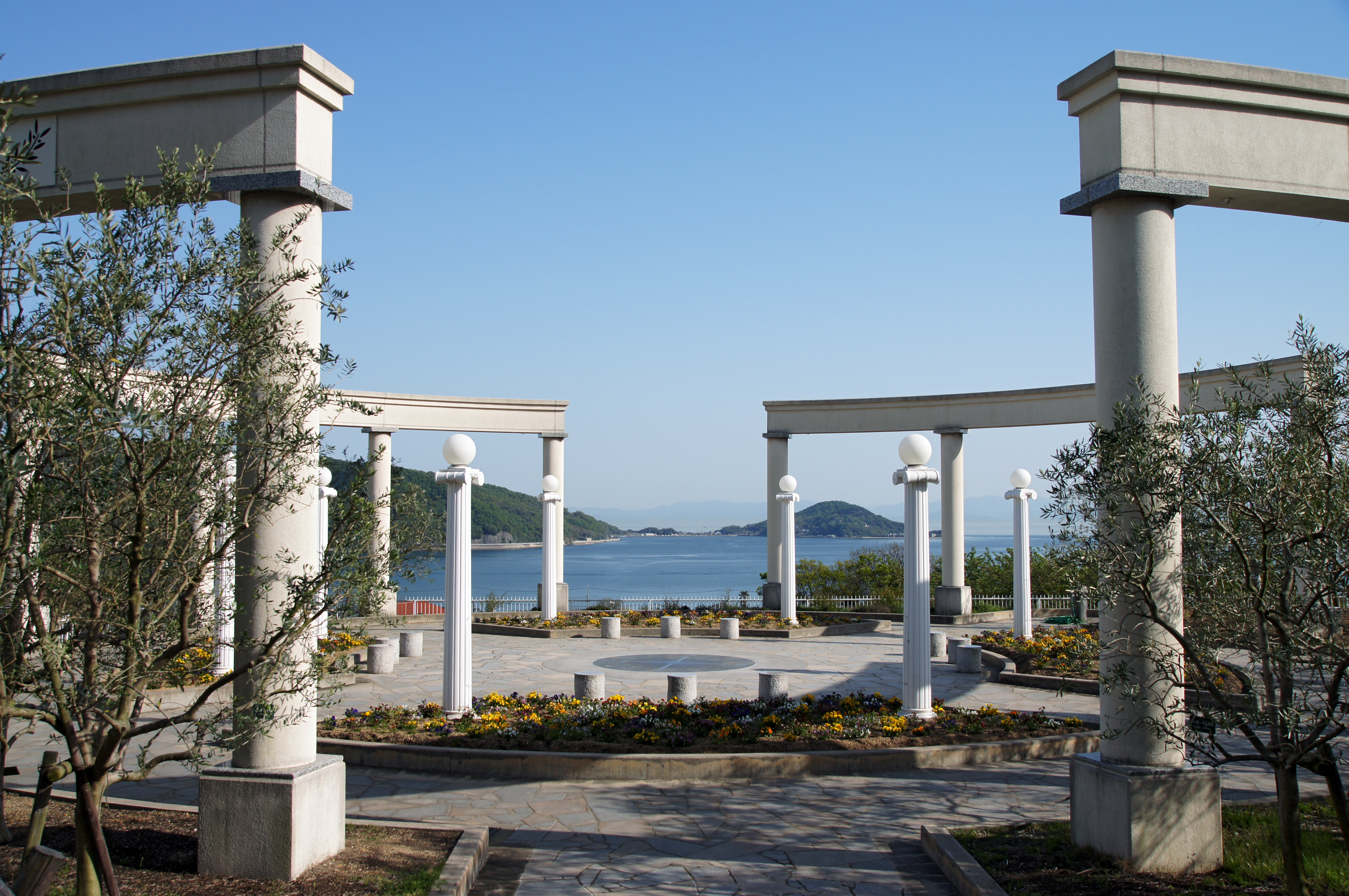
ふれあい広場
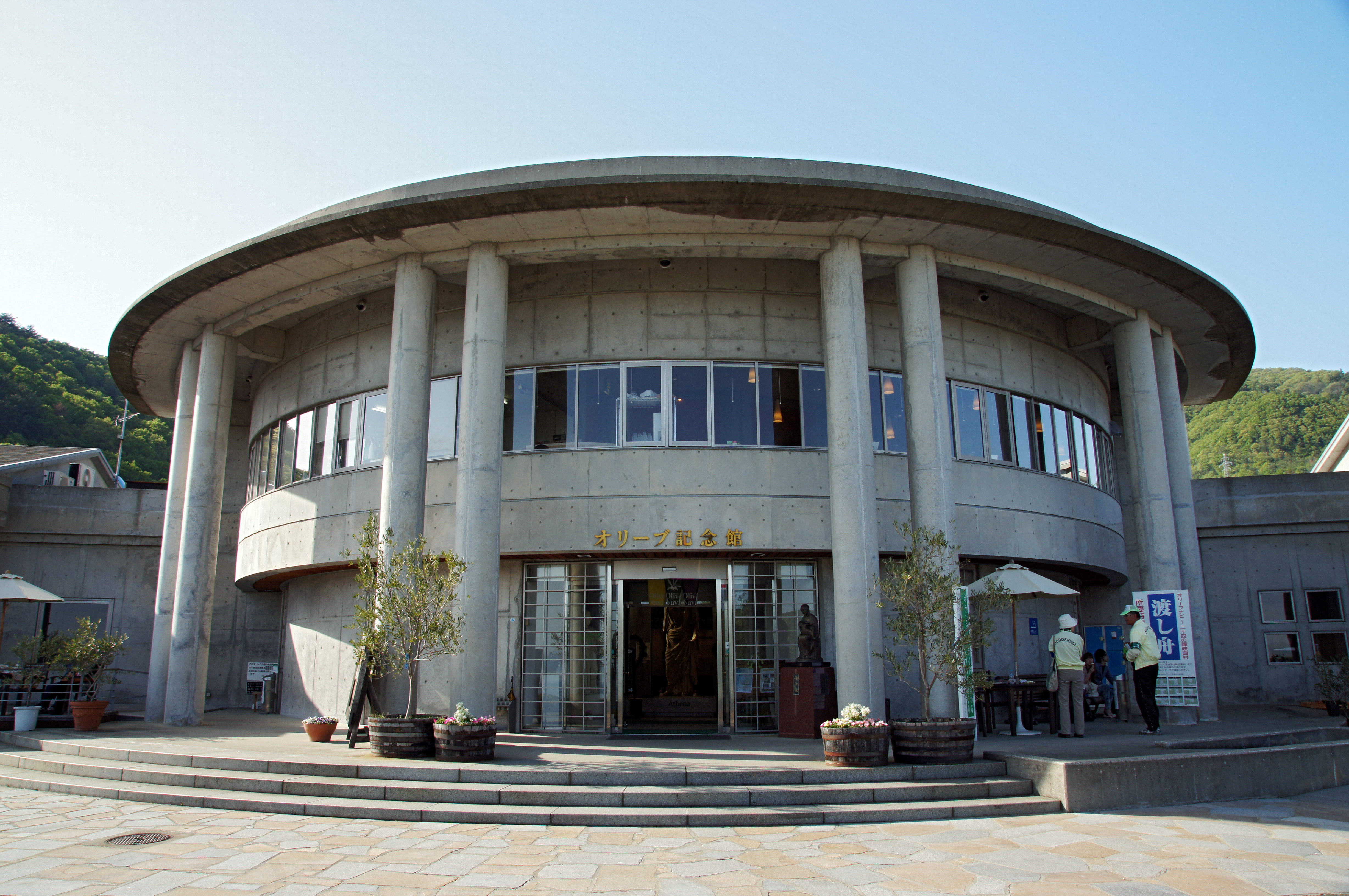
オリーブ記念館
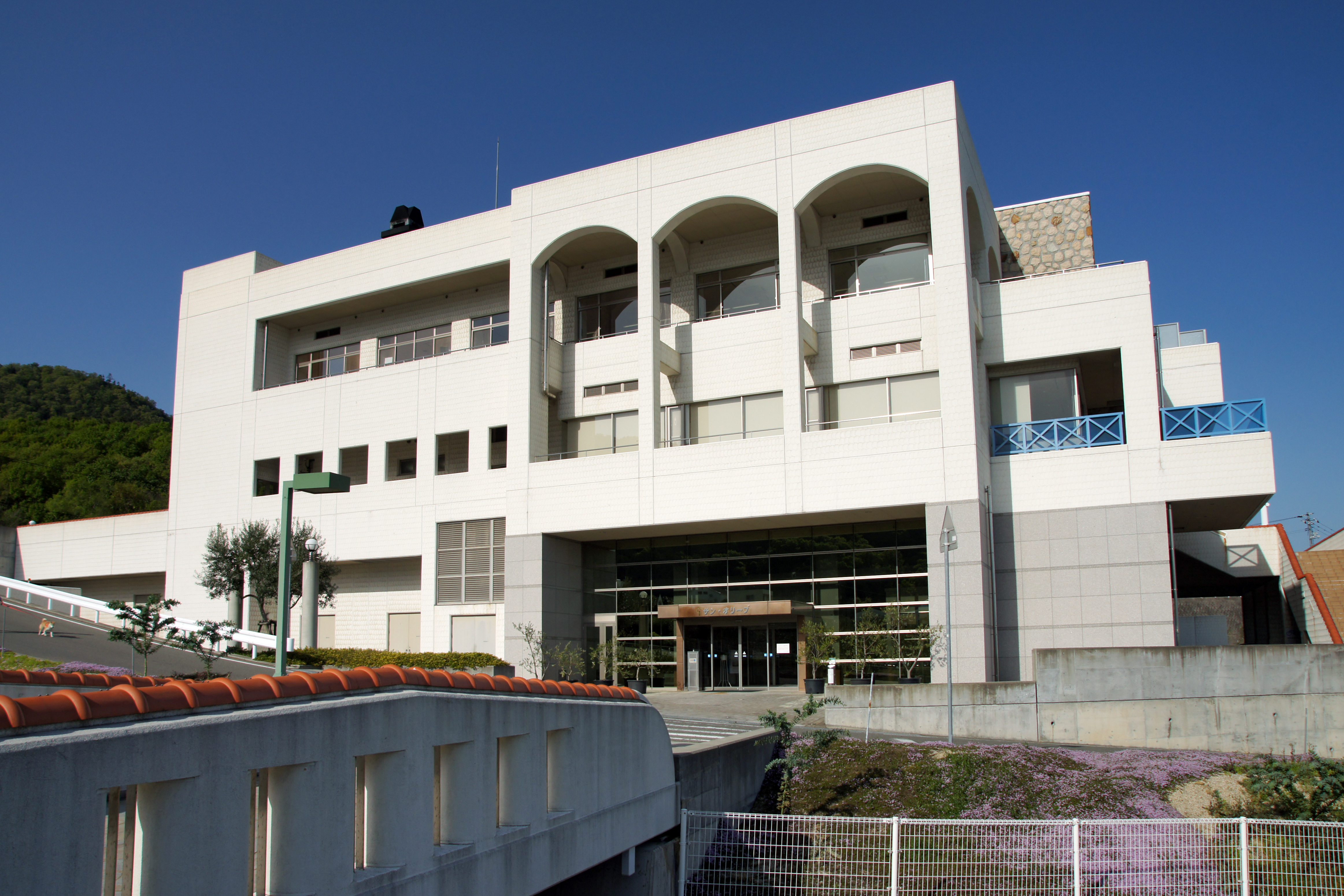
サン・オリーブ

## 交通アクセス
- 小豆島オリーブバス坂手線・南廻り福田線「オリーブ公園口」下車 徒歩5分

## 周辺
- オリーブビーチ
- 聖ヶ浜海水浴場
- 池田の桟敷
- 城山
- 醤の郷